# Ralph Hill
Ralph Anthony Hill (né le 26 décembre 1908 à Klamath Falls et décédé le 17 octobre 1994 dans la même ville) est un athlète américain spécialiste du 5 000 mètres. Licencié à l'Olympic Club San Francisco, il mesurait 1,80 m pour 66 kg.

## Biographie

### Palmarès
| Date | Compétition           | Lieu        | Résultat | Performance   |
| ---- | --------------------- | ----------- | -------- | ------------- |
| 1932 | Jeux olympiques d'été | Los Angeles | 2e       | 14 min 30 s 0 |

### Records
| Épreuve      | Performance   | Lieu        | Date |
| ------------ | ------------- | ----------- | ---- |
| 5 000 mètres | 14 min 30 s 0 | Los Angeles | 1932 |